# Lingen (Herefordshire)
Lingen – wieś w Anglii, w hrabstwie Herefordshire. Leży 31 km na północny zachód od miasta Hereford i 212 km na północny zachód od Londynu. W 2001 miejscowość liczyła 164 mieszkańców.